# جیم هالپرت
جیمز هالپرت یک شخصیت داستانی در نسخه آمریکایی مجموعه تلویزیونی اداره است که توسط جان کرازینسکی به تصویر کشیده شده‌است. این شخصیت همچنین پس از یکی از دوستان دوران کودکی تهیه‌کننده اجرایی گرگ دنیلز نامگذاری شده‌است. او یکی از معدود شخصیت‌های اصلی است که نام میانی او هرگز در نمایش فاش نمی‌شود. وی پیش از انتقال موقت در فصل سوم به شعبه استمفورد به عنوان نماینده فروش در شعبه اسکرانتون در شرکت توزیع کاغذ داندر میفلین فعالیت می‌کند. با ادغام شعبه‌های اسکرانتون و استمفورد، او دستیار مدیر منطقه‌ای می‌شود و بعداً در کنار مایکل اسکات در دوره قوس فصل ششم از قسمت «ارتقا» به «مدیر و فروشنده» مدیر همکار می‌شود. این شخصیت براساس تیم کانتربری از نسخه بریتانیایی ساخته شده‌است.
شخصیت او به عنوان نقش یک انسان مستقیم و با رفتار نرم و ملایم برای مایکل عمل می‌کند، او با همکار دویت شروت شوخی و در فروشندگی رقابت می‌کند و علاقه عاشقانه به پم بیزلی که نماینده پذیرش است دارد و با او در فصل ششم ازدواج می‌کند و در فصل ششم و هشتم دارای فرزندانی می‌شوند. همکار جیم، اندی برنارد، اغلب او را با نام مستعار «ماهی تن بزرگ» صدا می‌کند.

## انتخاب بازیگر
کرازینسکی برای بازی در این نقش بهمراه همیش لینکلیتر، جان چو و آدام اسکات تست داد. آدام اسکات بعداً در پارکها و تفریحات یک مجموعه دیگر ان‌بی‌سی بازی کرد، که توسط خالق اداره ، گرگ دنیلز و تهیه‌کننده مایکل شور ایجاد شده‌است. طبق گفته آنجلا کینزی و جینا فیشر در پادکست بانوان اداره، لنس کرال نیز تست داد. در نهایت کرازینسکی به دلیل همخوانی با جنا فیشر، که همکار و همسر آینده‌اش پم بیزلی را به تصویر می‌کشد ، انتخاب شد. این زوج یکی از شناخته شده‌ترین و محبوب‌ترین زوج‌های تلویزیون آمریکا هستند.